# 1. Division (Belgien) 2014/15
Die 1. Division 2014/15 (offiziell Jupiler Pro League) war die 112. Spielzeit der höchsten belgischen Spielklasse im Männerfußball.

## Vereine
| Verein                  | Stadt      | Stadion                       | Kapazität |
| ----------------------- | ---------- | ----------------------------- | --------- |
| RSC Anderlecht          | Anderlecht | Constant-Vanden-Stock-Stadion | 26.361    |
| KV Ostende              | Ostende    | Albertparkstadion             | 08.125    |
| Cercle Brügge           | Brügge     | Jan-Breydel-Stadion           | 29.062    |
| FC Brügge               | Brügge     | Jan-Breydel-Stadion           | 29.062    |
| Sporting Charleroi      | Charleroi  | Stade du Pays de Charleroi    | 14.891    |
| KRC Genk                | Genk       | Cristal Arena                 | 24.956    |
| KAA Gent                | Gent       | Ghelamco Arena                | 19.999    |
| KV Kortrijk             | Kortrijk   | Guldensporenstadion           | 09.399    |
| Lierse SK               | Lier       | Herman Vanderpoortenstadion   | 14.538    |
| Sporting Lokeren        | Lokeren    | Daknamstadion                 | 12.000    |
| Standard Lüttich        | Lüttich    | Maurice-Dufrasne-Stadion      | 30.023    |
| KV Mechelen             | Mechelen   | AFAS-Stadion                  | 14.145    |
| Royal Mouscron-Péruwelz | Mouscron   | Stade Le Canonnier            | 10.571    |
| Waasland-Beveren        | Beveren    | Freethiel                     | 13.290    |
| SV Zulte Waregem        | Waregem    | Regenboogstadion              | 08.500    |
| KVC Westerlo            | Westerlo   | Het Kuipje                    | 08.035    |

## Reguläre Saison
Die 16 Vereine spielten zunächst in einer Doppelrunde die reguläre Saison aus. Die Abschlusstabelle diente als Grundlage für die Qualifikation zu verschiedenen Platzierungsrunden.
Die sechs bestplatzierten Vereine erreichten die Meisterschaftsrunde, die Teams auf den Plätzen sieben bis vierzehn spielten um einen möglichen internationalen Startplatz. Die beiden letztplatzierten Mannschaften spielten in der Relegation. Zu bemerken ist, dass in der Meisterschaftsrunde die Hälfte der erreichten Punktzahl aus den 30 Spielen der Vorrunde übertragen wird, sodass die weiteren Begegnungen je nach Tabellensituation teilweise nur geringfügige Änderungen hervorrufen können.

### Tabelle
| Pl. | Verein                        | Sp. | S  | U  | N  | Tore    | Diff. | Punkte |
| --- | ----------------------------- | --- | -- | -- | -- | ------- | ----- | ------ |
| 1.  | FC Brügge                     | 30  | 17 | 10 | 3  | 069:280 | +41   | 61     |
| 2.  | KAA Gent                      | 30  | 16 | 9  | 5  | 052:290 | +23   | 57     |
| 3.  | RSC Anderlecht (M)            | 30  | 16 | 9  | 5  | 051:300 | +21   | 57     |
| 4.  | Standard Lüttich              | 30  | 16 | 5  | 9  | 049:390 | +10   | 53     |
| 5.  | KV Kortrijk                   | 30  | 16 | 3  | 11 | 054:350 | +19   | 51     |
| 6.  | Sporting Charleroi            | 30  | 14 | 7  | 9  | 044:310 | +13   | 49     |
| 7.  | KRC Genk                      | 30  | 13 | 10 | 7  | 037:280 | +9    | 49     |
| 8.  | Sporting Lokeren (P)          | 30  | 10 | 12 | 8  | 038:320 | +6    | 42     |
| 9.  | KV Mechelen                   | 30  | 10 | 11 | 9  | 037:390 | −2    | 41     |
| 10. | KV Ostende                    | 30  | 11 | 5  | 14 | 040:520 | −12   | 38     |
| 11. | KVC Westerlo (N)              | 30  | 8  | 9  | 13 | 042:630 | −21   | 33     |
| 12. | SV Zulte Waregem              | 30  | 8  | 7  | 15 | 041:540 | −13   | 31     |
| 13. | Royal Mouscron-Péruwelz (N,R) | 30  | 7  | 5  | 18 | 032:510 | −19   | 26     |
| 14. | Waasland-Beveren              | 30  | 7  | 5  | 18 | 030:490 | −19   | 26     |
| 15. | Cercle Brügge                 | 30  | 6  | 6  | 18 | 021:450 | −24   | 24     |
| 16. | Lierse SK                     | 30  | 5  | 7  | 18 | 030:630 | −33   | 22     |

| (M) | amtierender belgischer Meister                  |
| (P) | amtierender belgischer Pokalsieger              |
| (N) | Neuaufsteiger der letzten Saison                |
| (R) | Sieger des Aufstiegsplayoffs der letzten Saison |

### Kreuztabelle
| 2014/15                 | AND | Cercle Brügge | Sporting Charleroi | BRÜ | KRC Genk |     | KV Kortrijk | Lierse SK | Sporting Lokeren | KV Mechelen | KV Ostende | KVC Westerlo | Standard Lüttich | Waasland-Beveren | SV Zulte Waregem | Royal Mouscron Péruwelz |
| ----------------------- | --- | ------------- | ------------------ | --- | -------- | --- | ----------- | --------- | ---------------- | ----------- | ---------- | ------------ | ---------------- | ---------------- | ---------------- | ----------------------- |
| RSC Anderlecht          |     | 3:2           | 1:0                | 2:2 | 0:0      | 1:2 | 2:0         | 3:0       | 1:1              | 1:1         | 3:0        | 4:0          | 0:2              | 1:0              | 0:0              | 3:1                     |
| Cercle Brügge           | 0:2 |               | 1:0                | 0:3 | 0:1      | 0:0 | 0:4         | 1:2       | 1:0              | 2:3         | 0:1        | 1:2          | 0:1              | 1:0              | 2:2              | 2:1                     |
| Sporting Charleroi      | 3:1 | 0:2           |                    | 0:0 | 1:0      | 0:0 | 0:2         | 6:0       | 1:0              | 2:0         | 2:0        | 2:3          | 0:1              | 2:2              | 2:1              | 2:0                     |
| FC Brügge               | 2:2 | 1:1           | 1:0                |     | 4:1      | 2:2 | 5:0         | 1:0       | 1:1              | 1:1         | 2:0        | 5:0          | 3:0              | 4:2              | 2:1              | 3:0                     |
| KRC Genk                | 0:1 | 1:1           | 1:1                | 1:1 |          | 3:2 | 3:0         | 3:0       | 0:0              | 3:0         | 1:1        | 3:1          | 0:2              | 1:0              | 3:2              | 2:0                     |
| KAA Gent                | 0:2 | 4:0           | 2:2                | 2:1 | 0:0      |     | 0:1         | 2:1       | 1:1              | 3:1         | 3:1        | 4:0          | 1:2              | 4:1              | 3:1              | 1:0                     |
| KV Kortrijk             | 2:3 | 1:0           | 0:0                | 2:0 | 1:1      | 2:3 |             | 1:0       | 2:3              | 3:0         | 0:2        | 6:0          | 2:3              | 2:1              | 3:1              | 3:0                     |
| Lierse SK               | 2:2 | 2:1           | 0:2                | 0:6 | 0:2      | 0:1 | 0:0         |           | 1:1              | 0:1         | 2:0        | 3:3          | 2:3              | 1:1              | 3:1              | 2:2                     |
| Sporting Lokeren        | 1:2 | 0:0           | 5:2                | 1:3 | 1:1      | 3:3 | 1:2         | 2:0       |                  | 3:2         | 3:1        | 0:0          | 1:1              | 3:0              | 2:1              | 1:0                     |
| KV Mechelen             | 1:1 | 1:1           | 0:0                | 3:1 | 3:1      | 0:0 | 1:2         | 2:1       | 0:1              |             | 0:0        | 5:2          | 1:0              | 2:0              | 1:1              | 1:0                     |
| KV Ostende              | 0:2 | 2:0           | 1:3                | 2:2 | 1:1      | 1:3 | 1:7         | 2:1       | 0:1              | 2:0         |            | 4:0          | 3:2              | 4:3              | 1:3              | 0:0                     |
| KVC Westerlo            | 2:2 | 1:0           | 2:3                | 1:3 | 1:2      | 0:0 | 2:1         | 6:1       | 1:0              | 1:1         | 3:0        |              | 1:1              | 1:2              | 2:2              | 1:3                     |
| Standard Lüttich        | 2:0 | 1:0           | 3:0                | 1:3 | 1:0      | 0:1 | 0:2         | 2:2       | 2:0              | 2:0         | 3:5        | 2:2          |                  | 3:2              | 1:2              | 3:0                     |
| Waasland-Beveren        | 0:2 | 1:0           | 1:3                | 0:2 | 0:1      | 0:1 | 1:0         | 2:0       | 0:0              | 2:2         | 1:0        | 1:1          | 0:2              |                  | 1:3              | 2:1                     |
| SV Zulte Waregem        | 0:2 | 1:2           | 1:3                | 1:1 | 2:0      | 2:1 | 2:0         | 2:3       | 1:0              | 2:3         | 1:4        | 1:3          | 1:1              | 1:4              |                  | 1:1                     |
| Royal Mouscron-Péruwelz | 4:2 | 4:0           | 0:2                | 1:4 | 1:2      | 1:3 | 0:3         | 2:1       | 2:2              | 1:1         | 0:1        | 1:0          | 5:2              | 1:0              | 0:1              |                         |

## Platzierungsrunden

### Meisterschaftsrunde
Die sechs bestplatzierten Vereine der regulären Saison erreichten die Meisterschaftsrunde, die in einer Doppelrunde ausgetragen wurde. Dabei bekamen die teilnehmenden Mannschaften jeweils die Hälfte der in der regulären Saison erreichten Punkte gutgeschrieben. Bei halben Punkten wurde auf die nächsthöhere Punktzahl aufgerundet. Bei Punktgleichheit wurde der halbe Punkt bei den betroffenen Mannschaften wieder abgezogen.
Der Tabellenerste und der -zweite waren für die UEFA Champions League 2015/16 qualifiziert, während der Tabellendritte einen Startplatz in der UEFA Europa League 2015/16 erhielt, der Viertplatzierte einen zur Qualifikation in der Europa League. Der Fünftplatzierte bestritt in Hin- und Rückspiel eine Playoff-Begegnung gegen den Gewinner der Play-off-Runde. Die Mannschaft auf dem sechsten Platz war nicht international qualifiziert.

#### Abschlusstabelle
| Pl. | Verein             | Sp. | S | U | N | Tore    | Diff. | Punkte | Bonus | Gesamt |
| --- | ------------------ | --- | - | - | - | ------- | ----- | ------ | ----- | ------ |
| 1.  | KAA Gent           | 10  | 6 | 2 | 2 | 018:110 | +7    | 20     | 29    | 49     |
| 2.  | FC Brügge          | 10  | 5 | 1 | 4 | 016:160 | ±0    | 16     | 31    | 47     |
| 3.  | RSC Anderlecht (M) | 10  | 5 | 2 | 3 | 018:130 | +5    | 17     | 29    | 46     |
| 4.  | Standard Lüttich   | 10  | 4 | 1 | 5 | 014:130 | +1    | 13     | 27    | 40     |
| 5.  | Sporting Charleroi | 10  | 3 | 2 | 5 | 013:150 | −2    | 11     | 25    | 36     |
| 6.  | KV Kortrijk        | 10  | 2 | 2 | 6 | 011:220 | −11   | 08     | 26    | 34     |

| (M) | amtierender belgischer Meister |

#### Kreuztabelle
| 2014/15            | BRÜ |     | AND | Standard Lüttich | KV Kortrijk | Sporting Charleroi |
| ------------------ | --- | --- | --- | ---------------- | ----------- | ------------------ |
| FC Brügge          |     | 2:3 | 2:1 | 2:1              | 1:0         | 3:1                |
| KAA Gent           | 2:2 |     | 2:1 | 2:0              | 2:0         | 1:1                |
| RSC Anderlecht     | 3:1 | 2:1 |     | 1:1              | 5:1         | 1:0                |
| Standard Lüttich   | 1:0 | 1:3 | 3:1 |                  | 4:0         | 2:0                |
| KV Kortrijk        | 2:0 | 0:1 | 2:2 | 3:1              |             | 1:1                |
| Sporting Charleroi | 2:3 | 2:1 | 0:1 | 1:0              | 5:2         |                    |

### Play-offs
Die Mannschaften, die in der regulären Saison die Plätze sieben bis vierzehn erreicht hatten, qualifizierten sich für die Play-offs. Die acht teilnehmenden Vereine wurden gemäß ihren Platzierungen in zwei Gruppen mit je vier Teams aufgeteilt (Gruppe A: 7, 9, 12, 14 – Gruppe B: 8, 10, 11, 13), in denen jeweils eine Doppelrunde ausgespielt wurde.
Die beiden Gruppensieger ermittelten anschließend in einem Hin- und Rückspiel den Teilnehmer an den Europa-League-Playoffs. Dort spielte er gegen den Fünftplatzierten der Meisterrunde um einen Startplatz in der UEFA Europa League 2015/16.

#### Gruppe A
| Pl. | Verein           | Sp. | S | U | N | Tore    | Diff. | Punkte |
| --- | ---------------- | --- | - | - | - | ------- | ----- | ------ |
| 1.  | KV Mechelen      | 6   | 5 | 0 | 1 | 014:300 | +11   | 15     |
| 2.  | KRC Genk         | 6   | 5 | 0 | 1 | 014:700 | +7    | 15     |
| 3.  | SV Zulte Waregem | 6   | 1 | 1 | 4 | 006:100 | −4    | 04     |
| 4.  | Waasland-Beveren | 6   | 0 | 1 | 5 | 005:190 | −14   | 01     |

#### Gruppe B
| Pl. | Verein                        | Sp. | S | U | N | Tore    | Diff. | Punkte |
| --- | ----------------------------- | --- | - | - | - | ------- | ----- | ------ |
| 1.  | Sporting Lokeren (C)          | 6   | 4 | 1 | 1 | 019:900 | +10   | 13     |
| 2.  | Royal Mouscron-Péruwelz (N,R) | 6   | 3 | 1 | 2 | 009:800 | +1    | 10     |
| 3.  | KV Oostende                   | 6   | 2 | 1 | 3 | 007:110 | −4    | 07     |
| 4.  | KVC Westerlo (N)              | 6   | 1 | 1 | 4 | 006:130 | −7    | 04     |

| (P) | amtierender belgischer Pokalsieger              |
| (R) | Sieger des Aufstiegsplayoffs der letzten Saison |
| (N) | Neuaufsteiger der letzten Saison                |

#### Kreuztabellen
| Gruppe A         | KRC Genk | KV Mechelen | Waasland-Beveren | SV Zulte Waregem |
| ---------------- | -------- | ----------- | ---------------- | ---------------- |
| KRC Genk         |          | 1:0         | 7:1              | 1:0              |
| KV Mechelen      | 4:0      |             | 4:1              | 3:0              |
| Waasland-Beveren | 0:2      | 1:2         |                  | 0:2              |
| SV Zulte Waregem | 2:3      | 0:1         | 2:2              |                  |

| Gruppe B                | Sporting Lokeren | KV Oostende | KVC Westerlo | Royal Mouscron-Péruwelz |
| ----------------------- | ---------------- | ----------- | ------------ | ----------------------- |
| Sporting Lokeren        |                  | 6:1         | 1:1          | 2:1                     |
| KV Oostende             | 1:2              |             | 2:0          | 0:1                     |
| KVC Westerlo            | 4:3              | 1:2         |              | 0:3                     |
| Royal Mouscron-Péruwelz | 1:5              | 2:0         | 1:1          |                         |

#### Finalspiele
Die beiden Gruppensieger ermittelten in Hin- und Rückspielen den Teilnehmer an den Europa-League-Playoffs.
|                  | Gesamt |             | Hinspiel | Rückspiel |
| ---------------- | ------ | ----------- | -------- | --------- |
| Sporting Lokeren | 3:4    | KV Mechelen | 2:2      | 1:2       |

### Europa-League-Playoff
Der Gewinner der Finalspiele und der Fünftplatzierte der Meisterschaftsrunde ermittelten in Hin- und Rückspielen einen Teilnehmer an der 2. Qualifikationsrunde zur UEFA Europa League 2015/16.
|             | Gesamt |                    | Hinspiel | Rückspiel |
| ----------- | ------ | ------------------ | -------- | --------- |
| KV Mechelen | 2:3    | Sporting Charleroi | 2:1      | 0:2       |

## Relegation

### 1. Relegationsrunde
Der Letzt- und Vorletztplatzierte der regulären Saison bestritten die Relegation. Es wurden vier Spiele zwischen den beiden Mannschaften ausgetragen. Dabei erhielt der Vorletzte der regulären Saison einen Bonus von drei Punkten und durfte zusätzlich ein Heimspiel mehr austragen als der Letzte. Der Sieger bestritt anschließend eine zusätzliche Relegationsrunde mit drei Teams aus der 2. Division, in der sich nur der Sieger für die Erste Division qualifizierte. Der Verlierer der Relegation stieg hingegen direkt in die zweite Liga ab.

#### Abschlusstabelle
| Pl.             | Verein        | Sp. | S | U | N | Tore    | Diff. | Punkte | Bonus | Gesamt |
| --------------- | ------------- | --- | - | - | - | ------- | ----- | ------ | ----- | ------ |
| 1.              | Lierse SK     | 4   | 3 | 0 | 1 | 008:400 | +4    | 09     | 0     | 9      |
| 2.              | Cercle Brügge | 4   | 1 | 0 | 3 | 004:800 | −4    | 03     | 3     | 6      |
| Stand: Endstand |               |     |   |   |   |         |       |        |       |        |

#### Kreuztabelle
| 2014/15       | Lierse SK | Cercle Brügge | Lierse SK | Cerlec Brügge |
| ------------- | --------- | ------------- | --------- | ------------- |
| Cercle Brügge | 2:3       |               | 0:2       |               |
| Lierse SK     |           | 0:1           |           | 3:1           |

### 2. Relegationsrunde

#### Tabelle
| Pl. | Verein             | Sp. | S | U | N | Tore    | Diff. | Punkte |
| --- | ------------------ | --- | - | - | - | ------- | ----- | ------ |
| 1.  | Oud-Heverlee Löwen | 6   | 4 | 2 | 0 | 008:300 | +5    | 14     |
| 2.  | KAS Eupen          | 6   | 2 | 2 | 2 | 005:400 | +1    | 08     |
| 3.  | Lierse SK          | 6   | 2 | 1 | 3 | 008:100 | −2    | 07     |
| 4.  | Lommel United      | 6   | 1 | 1 | 4 | 006:100 | −4    | 04     |

#### Kreuztabelle
| 2014/15            | Lierse SK | Heverlee Löwen | KAS Eupen | Lommel United |
| ------------------ | --------- | -------------- | --------- | ------------- |
| Lierse SK          |           | 1:2            | 1:3       | 4:2           |
| Oud-Heverlee Löwen | 0:0       |                | 1:1       | 3:1           |
| KAS Eupen          | 0:1       | 0:1            |           | 1:0           |
| Lommel United      | 3:1       | 0:1            | 0:0       |               |

## Torschützenlisten

### Torschützenliste (Vorrunde)
| Pl. | Name                 | Team                    | Tore |
| --- | -------------------- | ----------------------- | ---- |
| 01. | Aleksandar Mitrović  | RSC Anderlecht          | 14   |
| 02. | Renaud Emond         | Waasland-Beveren        | 13   |
| 02. | Ivan Santini         | KV Kortrijk             | 13   |
| 04. | Laurent Depoitre     | KAA Gent                | 12   |
| 04. | Abdoulay Diaby       | Royal Mouscron-Péruwelz | 12   |
| 06. | Teddy Chevalier      | KV Kortrijk             | 11   |
| 07. | José Izquierdo       | FC Brügge               | 10   |
| 07. | Igor de Camargo      | Standard Lüttich        | 10   |
| 09. | Tom De Sutter        | FC Brügge               | 9    |
| 09. | Frédéric Gounongbe   | KVC Westerlo            | 9    |
| 09. | Neeskens Kebano      | Sporting Charleroi      | 9    |
| 09. | Geoffrey Mujangi Bia | Standard Lüttich        | 9    |
| 09. | Dalibor Veselinović  | KV Mechelen             | 9    |

### Torschützenliste (Meisterrunde)
| Pl. | Name                 | Team               | Tore |
| --- | -------------------- | ------------------ | ---- |
| 01. | Imoh Ezekiel         | Standard Lüttich   | 02   |
| 01. | Neeskens Kebano      | Sporting Charleroi | 02   |
| 01. | Aleksandar Mitrović  | RSC Anderlecht     | 02   |
| 01. | Geoffrey Mujangi Bia | Standard Lüttich   | 02   |
| 01. | Nicklas Pedersen     | KAA Gent           | 02   |
| 01. | Lior Refaelov        | FC Brügge          | 02   |

### Torschützenliste (Play-offs)
| Pl. | Name                | Team                    | Tore |
| --- | ------------------- | ----------------------- | ---- |
| 01. | Zinho Gano          | Royal Mouscron-Péruwelz | 04   |
| 02. | Dalibor Veselinović | KV Mechelen             | 03   |
| 03. | Eugene Ansah        | Sporting Lokeren        | 02   |
| 03. | Sofiane Hanni       | KV Mechelen             | 02   |

### Torschützenliste (Relegation)
| Pl. | Name                | Team          | Tore |
| --- | ------------------- | ------------- | ---- |
| 01. | Kristof D’Haene     | Cercle Brügge | 02   |
| 01. | Etien Velikonja     | Lierse SK     | 02   |
| 03. | Gilles Dewaele      | Cercle Brügge | 01   |
| 03. | Karim Hafez Ramadan | Lierse SK     | 01   |
| 03. | Faysel Kasmi        | Lierse SK     | 01   |
| 03. | Wamberto            | Lierse SK     | 01   |

## Die Meistermannschaft des KAA Gent
(In Klammern sind die Spiele und Tore angegeben, inklusive Meisterschafts-Play-offs)
| 1. | KAA Gent |
|    | - Tor: Matz Sels (39/-); Brian Vandenbussche (1/-) - Abwehr: Rami Gershon (38/1); Nana Asare (38/-); Lasse Nielsen (26/2); Hannes Van der Bruggen (24/1); Sébastien Locigno (4/-); Ante Puljić (4/-); Nermin Zolotić (4/-); Uroš Vitas (2/-) - Mittelfeld: Thomas Foket (38/2); Brecht Dejaegere (36/5); Renato Neto (34/7); Danijel Milićević (33/9); Sven Kums (25/1); Kenny Saief (20/2); Rafinha (19/1); Christophe Lepoint (17/-); Yaya Soumahoro (11/-); Marko Poletanović (8/1); Karim Belhocine (7/-); Mustapha Oussalah (6/-) - Sturm: Laurent Depoitre (35/13); Benito Raman (31/8); David Pollet (21/2); Moses Simon (17/7), Haris Hajradinović (4/-); Nicklas Pedersen (2/1); Serge Tebekou (2/1) - Trainer: Hein Vanhaezebrouck |

- Habib Habibou (3/1) und Jinty Caenepeel (1/-) haben den Verein während der Saison verlassen.